# PCL-R
Psychopathy Checklist Revised är en ny version av PCL (Psychopathy Checklist), utformad av Robert Hare. Det är den mest använda psykodiagnostisk lista med utmärkande drag för psykopati. Skalan består av 20 element. Varje element i PCL-R bedöms med en av tre poäng (0, 1, 2) genom information från sjukjournaler samt en delvis strukturerad intervju. Punkterna är som följer:
| Faktor 1: Aggressiv narcissism - Charm - Grandios självuppfattning - Patologiska lögner - Manipulativ - Avsaknad av skuld eller ånger - Ytliga förbindelser - Avsaknad av empati - Oförmåga att ta ansvar för egna handlingar | Faktor 2: Socialt avvikande livsstil - Behov av stimulation/Lätt uttråkad - Parasitisk livsstil - Dålig kontroll över beteende - Tidiga beteendeproblem - Avsaknad av realistiska framtida mål - Impulsivitet - Oansvar - Ungdomsbrottslighet - Återdragning av villkorlig frigivelse |
| Element som inte associeras med någon faktor - Promiskuöst sexuellt beteende - Många korta giftermål - Kriminell mångsidighet                                                                                                 | |